# Canela-preta
A canela-preta (nome científico: Ocotea catharinensis) é uma espécie da flora brasileira ameaçada de extinção do ecossistema da Mata Atlântica, segundo o IBAMA. Apesar do nome popular não é uma verdadeira caneleira (gênero Cinnamomum), tendo parentesco mais próximo com a itaúba, a imbuia e o til.
De acordo com Reitz et al (1978), em Santa Catarina, a canela-preta chega a representar até um terço do volume em madeira em matas primárias na floresta pluvial atlântica. Devido à qualidade de sua madeira e ao amplo uso para que se presta, em Santa Catarina esta foi severamente explorada. Nos pisos das casas construídas na primeira metade do século XX, nas vertentes litorâneas do Estado de Santa Catarina, é comum encontrarmos a dobradinha canela-preta/peroba, dando aspecto listrado aos assoalhos com tons tendendo ao amarelo/negro para a peroba e canela respectivamente.
De acordo com R.M. Klein (1978-1980), na bacia do Rio Itajaí-Açu, a canela-preta formaria, junto com a laranjeira-do-mato (Sloanea guianensis) e peroba-vermelha (Aspidosperma olivaceum), as espécies dominantes do estrato superior da floresta pluvial atlântica. Irgang & Backes (2004) atribuem à sua casca propriedades medicinais. Estima-se que plantas com diâmetros de aproximadamente um metro possam alcançar idades superiores a 300 anos, uma vez que esta espécie tem crescimento muito lento na mata. Para seu reconhecimento na mata, Raulino Reitz et al (1978) salientam a observação de placas descamantes que deixam concavidades no tronco quando destacadas, juntamente com a presença de lenticelas, que apresentam-se como pequenas protuberâncias (semelhantes a verrugas) de distribuição mais ou menos homogênea na casca. A casca possui cheiro agradável. As folhas são verde escuras, alternas e lanceoladas de tamanho médio de dez centímetros, formando copas densas.